# Mont Puget
Le mont Puget est le point culminant du massif des Calanques avec 563 mètres d'altitude, dans le département français des Bouches-du-Rhône. Il est situé au sud-est de Marseille et offre une vue unique sur les rades nord et sud de la cité phocéenne.

## Toponymie
Puget est un toponyme occitan répandu désignant un petit massif, diminutif du mot puech. Les deux mots sont issus du latin podium. Le nom Mont Puget est donc un cas de toponyme pléonastique. En dépit d'une croyance populaire, le nom du lieu n'a aucun lien, hormis étymologiquement, avec le sculpteur marseillais Pierre Puget.

## Géographie

### Situation

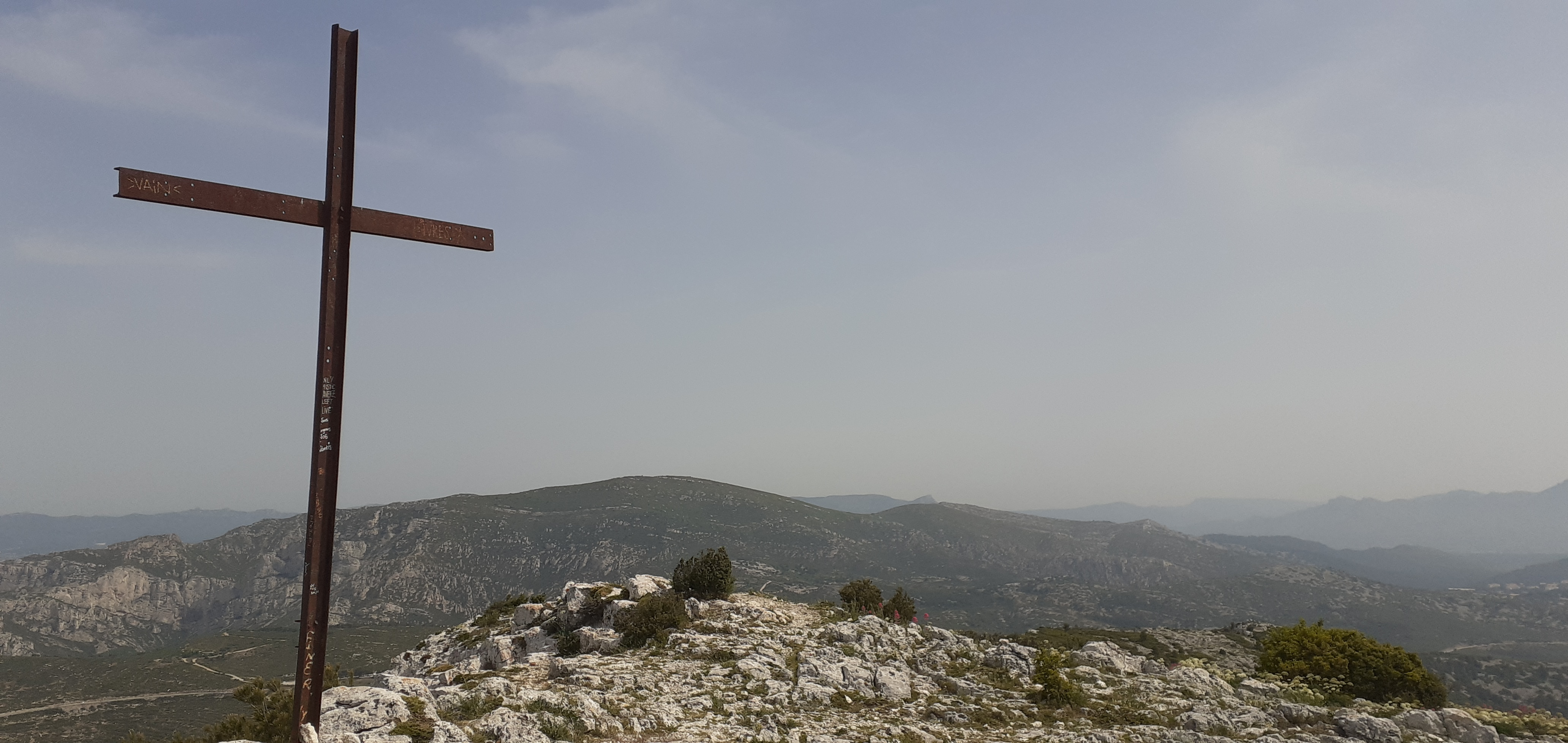
Le sommet du mont Puget avec en second plan le mont Carpiagne.

Ce sommet se trouve à l'est du massif de Marseilleveyre et surplombe la mer Méditerranée en atteignant l'altitude de 563 mètres.

### Géologie
Comme beaucoup de collines marseillaises, il est formé de calcaires crétacés blancs d'âge urgonien.

## Activités

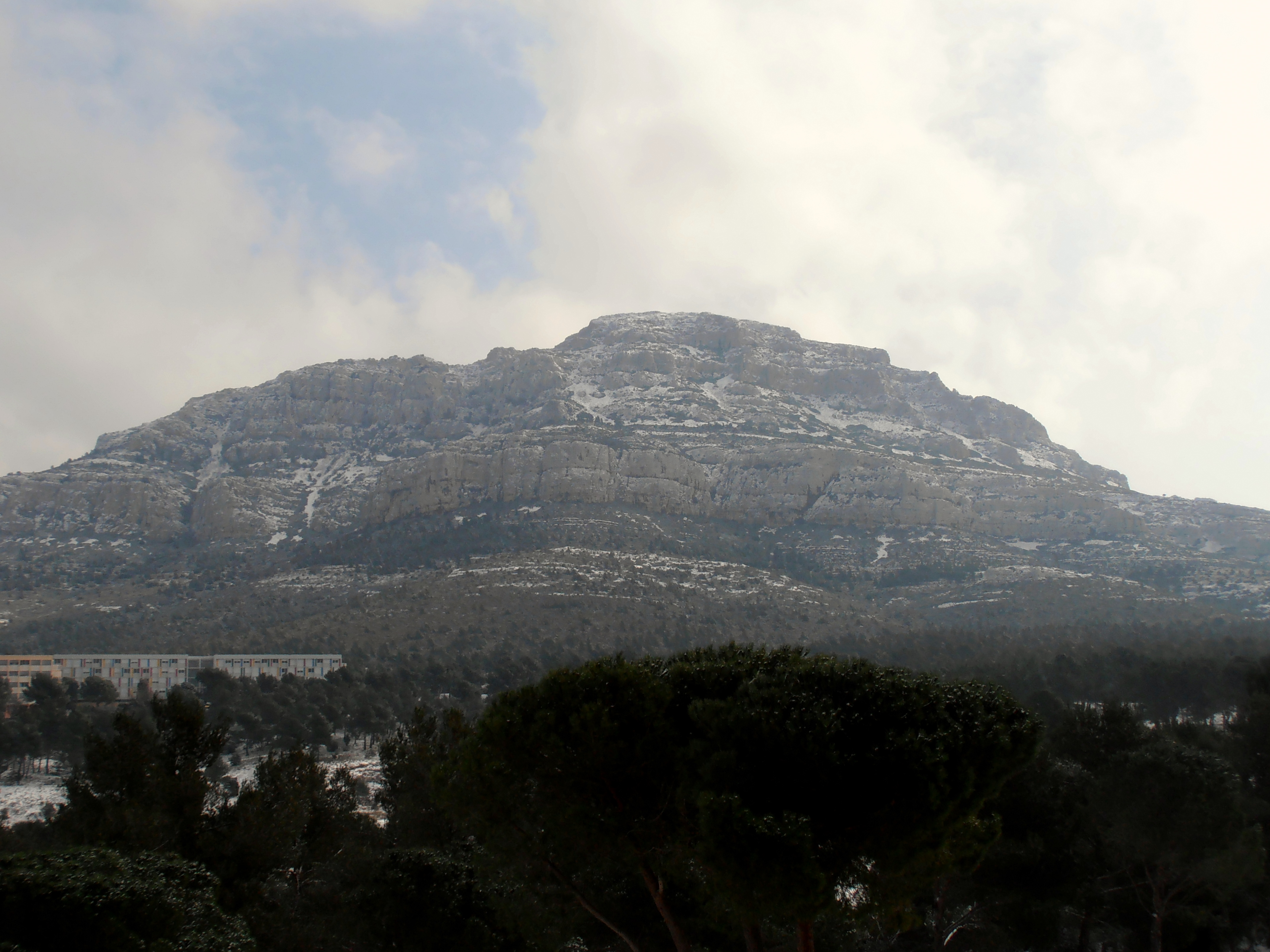
Vue du mont Puget enneigé en février 2012.

Le mont Puget présente de nombreuses voies d'escalade et des itinéraires de randonnée pédestre qui permettent d'atteindre son sommet, notamment :
- au départ du col de la Gineste et le col Ricard, par le sentier balisé en rouge ;
- au départ de Luminy, en rejoignant le col de Sugiton puis en prenant le GR 51-98 jusqu'au col de la Candelle puis le sentier balisé en vert ;
- au départ de Luminy, en prenant le sentier du Centaure puis le couloir de l'aiguille Guillermin[5].

Le sommet offre un panorama sur la Grande Candelle, les calanques, le cap Canaille, la ville de Marseille, le massif de l'Étoile, le massif du Garlaban, voire celui de la Sainte-Baume.